# Нові Багази
Нові Багази́ (рос. Новые Багазы, башк. Яңы Бағаҙы) — присілок у складі Аскінського району Башкортостану, Росія. Входить до складу Аскінської сільської ради.
Населення — 277 осіб (2010; 364 у 2002).
Національний склад:
- башкири — 98 %

Стара назва — Новобогази.